# Phycopsis papillata
Phycopsis papillata är en svampdjursart som först beskrevs av Hooper och Claude Lévi 1993.  Phycopsis papillata ingår i släktet Phycopsis och familjen Axinellidae.
Artens utbredningsområde är Nya Kaledonien. Inga underarter finns listade i Catalogue of Life.